# Zelotes pseudopusillus
Zelotes pseudopusillus este o specie de păianjeni din genul Zelotes, familia Gnaphosidae, descrisă de Caporiacco, 1934. Conform Catalogue of Life specia Zelotes pseudopusillus nu are subspecii cunoscute.